# Liste in Usbekistan vorhandener Dampflokomotiven
Dies ist eine Liste erhaltener Dampflokomotiven auf dem Gebiet von Usbekistan.

## Breitspurlomotiven 1524 mm
| Foto | Nummer oder Name | Bauart / Achsfolge | Hersteller                                        | Fabrik- nr. | Baujahr | Historie | Eigentümer / Betreiber / Strecke | Standort                  | Bemerkungen |
| ---- | ---------------- | ------------------ | ------------------------------------------------- | ----------- | ------- | -------- | -------------------------------- | ------------------------- | ----------- |
|      | Су 250-94        | 1’C1’ h2           | Maschinenfabrik Brjansk                           |             | 1924    |          |                                  | Eisenbahnmuseum Taschkent | [ 1 ]       |
|      | Су 250-65        | 1’C1’ h2           |                                                   |             |         |          |                                  | Kagan                     | [ 2 ]       |
|      | 9П 649           | C t                | Lokomotivfabrik Kolomna                           |             | 1936    |          |                                  | Eisenbahnmuseum Taschkent | [ 3 ]       |
|      | Ов 1534          | D n2               | Lokomotivfabrik Kolomna                           |             | 1914    |          |                                  | Eisenbahnmuseum Taschkent | [ 4 ]       |
|      | Еа 2371          | 1’E h2             | Baldwin Locomotive Works                          | 70687       | 1944    |          |                                  | Eisenbahnmuseum Taschkent | [ 5 ]       |
|      | Эм 732-35        | E h2               | Malyschew-Werk                                    |             | 1931    |          |                                  | Eisenbahnmuseum Taschkent | [ 6 ]       |
|      | ЭР 772-89        | E h2               | ČKD                                               | 2779        | 1951    |          |                                  | Eisenbahnmuseum Taschkent | [ 7 ]       |
|      | ЭР 772-91        | E h2               | ČKD                                               | 2781        | 1951    |          |                                  | Okrabot                   | [ 8 ]       |
|      | СОм17 1-2657     | 1’E h2             | Malyschew-Werk                                    |             | 1934    |          |                                  | Eisenbahnmuseum Taschkent | [ 9 ]       |
|      | ЭУ 705-74        | E h2               | Maschinenfabrik Brjansk                           |             | 1930    |          |                                  | Eisenbahnmuseum Taschkent | [ 10 ]      |
|      | ФД20 2849        | 1’E1’ h2           |                                                   |             | 1932    |          |                                  | Eisenbahnmuseum Taschkent | [ 11 ]      |
|      | ЛВ 0487          | 1’E1’ h2           | Lokomotivfabrik Woroschylowgrad                   | 16619       | 1956    |          |                                  | Eisenbahnmuseum Taschkent | [ 12 ]      |
|      | П36 0250         | 2’D2’h2            | Lokomotivfabrik Kolomna                           | 10419       | 1956    |          |                                  | Eisenbahnmuseum Taschkent | [ 13 ]      |
|      | ТЭ 52 5200       | 1’E h2             | Oberschlesische Lokomotivwerke Krenau AG / Fablok | 1209        | 1943    |          |                                  | Eisenbahnmuseum Taschkent | [ 14 ]      |
|      | ЭР 795-26        | E h2               | MAVAG                                             |             | 1951    |          |                                  | Tashkent                  | [ 15 ]      |

## Schmalspurlokomotiven 750 mm
| Foto        | Nummer oder Name   | Bauart / Achsfolge | Hersteller | Fabrik- nr. | Baujahr | Historie | Eigentümer / Betreiber / Strecke | Standort  | Bemerkungen |
| ----------- | ------------------ | ------------------ | ---------- | ----------- | ------- | -------- | -------------------------------- | --------- | ----------- |
| ПАРОВОЗ_Кч4 | Кч4-228 / Kch4-228 | D h2               | Škoda      | 2243        | 1950    |          | Eisenbahnmuseum Taschkent        | Taschkent | [ 16 ]      |